# ديربي ستيل سيتي

ديربي ستيل سيتي (المعروف أيضًا باسم شيفيلد ديربي) هو ديربي محلي يقام بين شيفيلد يونايتد وشيفيلد وينزداي، وهما فريقان محترفان في دوري كرة القدم ومقرهما مدينة شيفيلد، إنجلترا. تعتبر على نطاق واسع واحدة من أكبر مباريات الديربي في كرة القدم الإنجليزية.
التقى الفريقان بإجمالي 131 مرة في المباريات التنافسية، حيث قاد يونايتد الاجتماعات بفارق 46 فوزًا مقابل 42 فوزًا يوم وينزداي بفارق 4 انتصارات. تم لعب آخر ديربي ستيل سيتي في 4 مارس 2019، والذي انتهى بالتعادل السلبي في هيلزبره.

## التاريخ
التقى الفريقان لأول مرة في 15 ديسمبر 1890 في ملعب أوليف جروف القديم يوم وينزداي، حيث لعب وينزداي مباراة ودية ضد شيفيلد يونايتد الذي تم تشكيله حديثًا حيث فاز الفريق المضيف 2-1.
أقيمت أول مباراة تنافسية في ستيل سيتي ديربي في 16 أكتوبر 1893 خلال موسم القسم الأول باللغة الإنجليزية 1893-1994 (بعد ترقية يونايتد إلى الدرجة الأولى في الموسم السابق)، وانتهت 1-1.
أقيمت معظم مباريات ديربي ستيل سيتي في أول مستويين في كرة القدم الإنجليزية، مع موسمين فقط ( 1979-80 و2011-12 ) في الدرجة الثالثة.

مواقع الجدول المقارنة لشيفيلد يونايتد ووينزداي في نظام الدوري الإنجليزي لكرة القدم

أصبح آلان كوين أول لاعب يسجل هدفًا لكلا الناديين في مباراة ديربي ستيل سيتي. وسجل لشيفيلد وينزداي في هزيمتهم 3-1 أمام يونايتد في برامال لين في فبراير 2003. وقع إلى يونايتد اعتبارًا من وينزداي في 2004 وسجل هدف الفوز لشيفيلد يونايتد في الفوز 1-0 على شيفيلد وينزداي في برامال لين في 4 ديسمبر 2005.

## منذ عام 2007

### بطولة 2007–08
كانت أول مباراتي الدوري لموسم بطولة 2007-08 في هيلزبره في 19 يناير 2008 أمام حشد من 30486 متفرجًا. وفاز وينزداي 2-0 بهدفين من أكبو سودجي وماركوس تودجاي. كانت المباراة الثانية لهذا الموسم في برامال لين في 8 أبريل 2008 وشهدت عودة يونايتد للمعركة من 2-0 لأسفل، لانتزاع التعادل 2-2 أمام 31760 مشجعًا.

### بطولة 2008-09
الاجتماع الأول للمباراتين للموسم التالي، بطولة 2008-09 عقدت في 19 أكتوبر 2008، في هيلزبره بحشد 30441. وفاز وينزداي 1-0 بتسديدة في الدقيقة 35 من ستيف واتسون. هذه المباراة أيضا ضائعة من ركلة جزاء من قبل ديون بورتون (أنقذها بادي كيني)، وبطاقتان حمراوان، تم طرد ماثيو Kilgكيلغالونallon لصالح يونايتد قبل الهدف وتم طرد جيرمين جونسون يوم وينزداي في منتصف الشوط الثاني بعد استبداله. كانت مباراة الإياب على ملعب برامال لين يوم 7 فبراير 2009، حيث فاز وينزداي 2-1 بفضل أهداف تومي سبور وماركوس تودجاي. كان هذا الفوز هو الأول يوم وينزداي في برامال لين منذ عام 1967 وأول فوز مزدوج على منافسيهم في المدينة لمدة 95 عامًا.

### بطولة 2009–10
في 18 سبتمبر 2009، تقدم شيفيلد يونايتد بنتيجة 3-0 ضد شيفيلد وينزداي في نهاية الشوط الأول، لكن هدفين من فريق Owls في الشوط الثاني سمحا يوم وينزداي بالعودة. لكن النتيجة انتهت بنتيجة 3-2 لصالح يونايتد وحقق كيفن بلاكويل فوزه الأول على شيفيلد وينزداي منذ انضمامه إلى النادي. ال 125 ديربي سيتي ستيل الذي لعب يوم 18 أبريل في هيلزبره تم سحب 1-1. تقدم يوم وينزداي في وقت متأخر من الشوط الأول من تسديدة من دارين بوتر، وتعادل يونايتد بعد مرور ساعة من تسديدة لي ويليامسون.

### 2011-12 الدوري الأول
في مباراة الديربي الأولى للموسم في 16 أكتوبر 2011، تقدم يونايتد بنتيجة 2-0، ولكن مع بقاء ست دقائق على النهاية، عاد وينزداي ليتعادل 2-2 بهدف من كريس أوجرادي وتعادل الوقت المحتسب بدل الضائع من شريكه في الهجوم. غاري مادين في برامال لين. كانت المباراة الثانية في 26 فبراير 2012، في هيلزبره، مهمة لكلا الفريقين، حيث كان كلا الجانبين يتنافسان للترقية إلى البطولة. وحصل وينزداي على النقاط الثلاث كاملة بفوزه 1-0 بعد هدف من كريس أوجرادي. كان الهدف حاسمًا، حيث احتل يوم وينزداي المركز الثاني في الترتيب وحصل على ترقية برصيد 93 نقطة، بينما احتل يونايتد المركز الثالث برصيد 90 نقطة. فشل يونايتد في النهاية في الحصول على ترقية بعد خسارة المباراة النهائية في ويمبلي أمام هدرسفيلد تاون بركلات الترجيح. بعد ستة أعوام من المنفى، حقق يونايتد أخيرًا الترقية إلى البطولة في مايو 2017.

### بطولة 2017–18
تم لعب أول ديربي من 2017-18 ستيل سيتي في هيلزبره يوم الأحد 24 سبتمبر 2017 (بدأت في 1:15 (بتوقيت جرينتش) الذي انتهى بفوز يونايتد 4-2 أمام حشد بلغ 32839 متفرج. جاءت أهداف يونايتد من جون فليك في الدقيقة الثالثة، ومارك دافي في الدقيقة 67، وهدفين (في الدقيقتين 15 و 77 على التوالي) من ليون كلارك ضد فريقه السابق، مع غاري هوبر في الدقيقة 47 (سجل في الأول. نصف دقيقتين أضيفت) ولوكاس جواو (65) سجل لوينزداي. أطلق مشجعو يونايتد على هذه المباراة لقب «مذبحة اليوم المرتد»، بسبب هتاف جماهير وينزداي عقب هدف جواو الذي انتهى بشكل مفاجئ نتيجة هدف مارك دافي بعد ذلك بوقت قصير.
أقيمت مباراة الإياب في برامال لين يوم الجمعة 12 يناير 2018 وانتهت بالتعادل السلبي، وهي الأولى منذ يناير 2002.

### بطولة 2018-19
استضاف شيفيلد يونايتد أول ديربيين في برامال لين يوم الجمعة 9 نوفمبر 2018، وانطلق في 7:45 مساءا بعد أن أنهى دقيقة صمت تخليدا لذكرى الجنود الذين ضحوا بحياتهم في الصراع. تعرضت قناة Sky UK، التي بثت المباراة على التلفزيون، لانتقادات لاحقة ووصفت بأنها غير محترمة لأنها لعبت ضجيج الجماهير المعلب على أداء Last Post، عندما كان الجمهور، في الواقع، صامتًا. بعد 14 دقيقة فقط من المباراة، تعرض مارك دافي لاعب شيفيلد يونايتد لعرقلة من قبل مورغان فوكس من شيفيلد وينزداي وحصل على ركلة جزاء، سددها ديفيد ماكجولدريك وأنقذها كاميرون داوسون. انتهت الليلة بالتعادل السلبي.
أقيم الديربي الثاني للموسم الذي استضافه شيفيلد وينزداي في هيلزبره يوم 4 مارس 2019. هذه المباراة انتهت أيضا بالتعادل السلبي.

## ملخص
المسابقات المؤهلة - دوري كرة القدم، الدوري الإنجليزي، كأس الاتحاد الإنجليزي، كأس دوري كرة القدم، كأس الأعضاء
الإحصائيات صالحة حتى 1 فبراير 2018
| ابمسابقة              | عدد المباريات | فوز يونايتد | تعادل الفريقان | فوز وينزداي | أهداف يونايتد | أهداف وينزداي |
| --------------------- | ------------- | ----------- | -------------- | ----------- | ------------- | ------------- |
| الدوري                | 118           | 43          | 39             | 36          | 161           | 149           |
| كأس الاتحاد الإنجليزي | 9             | 3           | 3              | 3           | 14            | 13            |
| كأس الدوري            | 3             | 0           | 1              | 2           | 2             | 5             |
| كأس الأعضاء           | 1             | 0           | 0              | 1           | 2             | 3             |
| المجموع               | 131           | 46          | 43             | 42          | 179           | 170           |

الإحصائيات التي تم الحصول عليها من soccerbase.com * باستثناء نتيجة كأس الأعضاء، ولا يشمل هذا الجدول مباريات ما قبل الموسم، ودوريات وقت الحرب الإقليمية، والمباريات الودية والشهادات

## المباريات الملعوبة
| الموسم  | القسم              | الدرجة | شيفيلد يونايتد ضد شيفيلد وينزداي | شيفيلد يونايتد ضد شيفيلد وينزداي | شيفيلد يونايتد ضد شيفيلد وينزداي | شيفيلد يونايتد ضد شيفيلد وينزداي | شيفيلد وينزداي ضد شيفيلد يونايتد | شيفيلد وينزداي ضد شيفيلد يونايتد | شيفيلد وينزداي ضد شيفيلد يونايتد | شيفيلد وينزداي ضد شيفيلد يونايتد |
| الموسم  | القسم              | الدرجة | التاريخ                          | الملعب                           | النتيجة                          | عدد الحضور                       | التاريخ                          | الملعب                           | النتيجة                          | عدد الحضور                       |
| ------- | ------------------ | ------ | -------------------------------- | -------------------------------- | -------------------------------- | -------------------------------- | -------------------------------- | -------------------------------- | -------------------------------- | -------------------------------- |
| 1893–94 | الدوري الإنجليزي   | 1      | 16 أكتوبر 1893                   | برامل لاين                       | 1 – 1                            |                                  | 13 نوفمبر 1893                   | أوليفييه جروف                    | 1 – 2                            |                                  |
| 1894–95 | الدوري الإنجليزي   | 1      | 12 يناير 1895                    | برامل لاين                       | 1 – 0                            |                                  | 27 أكتوبر 1894                   | أوليفييه جروف                    | 2 – 3                            |                                  |
| 1895–96 | الدوري الإنجليزي   | 1      | 26 ديسمبر 1895                   | برامل لاين                       | 1 – 1                            |                                  | 7 سبتمبر 1896                    | أوليفييه جروف                    | 1 – 0                            |                                  |
| 1896–97 | الدوري الإنجليزي   | 1      | 26 ديسمبر 1896                   | برامل لاين                       | 2 – 0                            |                                  | 2 مارس 1897                      | أوليفييه جروف                    | 1 – 1                            |                                  |
| 1897–98 | الدوري الإنجليزي   | 1      | 27 ديسمبر 1897                   | برامل لاين                       | 1 – 1                            |                                  | 16 أكتوبر 1897                   | أوليفييه جروف                    | 0 – 1                            |                                  |
| 1898–99 | الدوري الإنجليزي   | 1      | 26 ديسمبر 1898                   | برامل لاين                       | 2 – 1                            |                                  | 3 أكتوبر 1899                    | هيلسبورغه                        | 1 – 1                            |                                  |
| 1900–01 | الدوري الإنجليزي   | 1      | 15 ديسمبر 1900                   | برامل لاين                       | 1 – 0                            |                                  | 29 أبريل 1901                    | هيلسبورغه                        | 1 – 0                            |                                  |
| 1901–02 | الدوري الإنجليزي   | 1      | 1 مارس 1902                      | برامل لاين                       | 3 – 0                            |                                  | 2 نوفمبر 1901                    | هيلسبورغه                        | 1 – 0                            |                                  |
| 1902–03 | الدوري الإنجليزي   | 1      | 1 سبتمبر 1902                    | برامل لاين                       | 2 – 3                            |                                  | 11 أكتوبر 1903                   | هيلسبورغه                        | 0 – 1                            |                                  |
| 1903–04 | الدوري الإنجليزي   | 1      | 12 ديسمبر 1903                   | برامل لاين                       | 1 – 1                            |                                  | 9 أبريل 1904                     | هيلسبورغه                        | 3 – 0                            |                                  |
| 1904–05 | الدوري الإنجليزي   | 1      | 8 أبريل 1905                     | برامل لاين                       | 4 – 2                            |                                  | 10 ديسمبر 1904                   | هيلسبورغه                        | 1 – 3                            |                                  |
| 1905–06 | الدوري الإنجليزي   | 1      | 21 أكتوبر 1905                   | برامل لاين                       | 0 – 2                            |                                  | 18 أبريل 1906                    | هيلسبورغه                        | 1 – 0                            |                                  |
| 1906–07 | الدوري الإنجليزي   | 1      | 4 مايو 1907                      | برامل لاين                       | 2 – 1                            |                                  | 3 نوفمبر 1906                    | هيلسبورغه                        | 2 – 2                            |                                  |
| 1907–08 | الدوري الإنجليزي   | 1      | 9 نوفمبر 1907                    | برامل لاين                       | 1 – 3                            |                                  | 7 مارس 1908                      | هيلسبورغه                        | 2 – 0                            |                                  |
| 1908–09 | الدوري الإنجليزي   | 1      | 26 ديسمبر 1908                   | برامل لاين                       | 2 – 1                            |                                  |                                  | هيلسبورغه                        | 1 – 0                            |                                  |
| 1909–10 | الدوري الإنجليزي   | 1      | 6 نوفمبر 1909                    | برامل لاين                       | 3 – 3                            |                                  | 19 مارس 1910                     | هيلسبورغه                        | 1 – 3                            |                                  |
| 1910–11 | الدوري الإنجليزي   | 1      | 25 فبراير 1911                   | برامل لاين                       | 0 – 1                            |                                  | 22 أكتوبر 1910                   | هيلسبورغه                        | 2 – 0                            |                                  |
| 1911–12 | الدوري الإنجليزي   | 1      | 4 نوفمبر 1911                    | برامل لاين                       | 1 – 1                            |                                  | 9 مارس 1912                      | هيلسبورغه                        | 1 – 1                            |                                  |
| 1912–13 | الدوري الإنجليزي   | 1      | 1 مارس 1913                      | برامل لاين                       | 0 – 2                            |                                  | 26 أكتوبر 1912                   | هيلسبورغه                        | 1 – 0                            |                                  |
| 1913–14 | الدوري الإنجليزي   | 1      | 25 أكتوبر 1913                   | برامل لاين                       | 0 – 1                            |                                  | 28 فبراير 1914                   | هيلسبورغه                        | 2 – 1                            |                                  |
| 1914–15 | الدوري الإنجليزي   | 1      | 4 سبتمبر 1914                    | برامل لاين                       | 0 – 1                            |                                  | 2 يناير 1915                     | هيلسبورغه                        | 1 – 1                            |                                  |
| 1919–20 | الدوري الإنجليزي   | 1      | 4 أكتوبر 1919                    | برامل لاين                       | 3 – 0                            |                                  | 27 سبتمبر 1919                   | هيلسبورغه                        | 2 – 1                            |                                  |
| 1926–27 | الدوري الإنجليزي   | 1      | 15 يناير 1927                    | برامل لاين                       | 2 – 0                            |                                  | 28 أغسطس 1926                    | هيلسبورغه                        | 2 – 3                            |                                  |
| 1927–28 | الدوري الإنجليزي   | 1      |                                  | برامل لاين                       | 1 – 1                            |                                  |                                  | هيلسبورغه                        | 3 – 3                            |                                  |
| 1928–29 | الدوري الإنجليزي   | 1      | 2 فبراير 1929                    | برامل لاين                       | 1 – 1                            |                                  | 22 سبتمبر 1928                   | هيلسبورغه                        | 5 – 2                            |                                  |
| 1929–30 | الدوري الإنجليزي   | 1      | 28 سبتمبر 1929                   | برامل لاين                       | 2 – 2                            | 36,738                           | 1 فبراير 1930                    | هيلسبورغه                        | 1 – 1                            | 33,322                           |
| 1931–32 | الدوري الإنجليزي   | 1      | 2 أبريل 1932                     | برامل لاين                       | 1 – 1                            | 37,872                           | 21 نوفمبر 1931                   | هيلسبورغه                        | 2 – 1                            | 25,823                           |
| 1932–33 | الدوري الإنجليزي   | 1      | 4 فبراير 1933                    | برامل لاين                       | 2 – 3                            | 32,608                           | 24 سبتمبر 1932                   | هيلسبورغه                        | 3 – 3                            | 24,804                           |
| 1933–34 | الدوري الإنجليزي   | 1      | 3 مارس 1934                      | برامل لاين                       | 5 – 1                            | 32,318                           | 21 أكتوبر 1933                   | هيلسبورغه                        | 0 – 1                            | 28,049                           |
| 1937–38 | القسم الثاني       | 2      | 26 فبراير 1938                   | برامل لاين                       | 2 – 1                            | 50,827                           | 16 أكتوبر 1937                   | هيلسبورغه                        | 0 – 1                            | 51,893                           |
| 1938–39 | القسم الثاني       | 2      | 29 أكتوبر 1938                   | برامل لاين                       | 0 – 0                            | 44,909                           | 4 مارس 1939                      | هيلسبورغه                        | 1 – 0                            | 48,891                           |
| 1949–50 | القسم الثاني       | 2      | 21 يناير 1950                    | برامل لاين                       | 2 – 0                            | 51,644                           | 17 سبتمبر 1949                   | هيلسبورغه                        | 2 – 1                            | 55,555                           |
| 1951–52 | القسم الثاني       | 2      | 8 سبتمبر 1951                    | برامل لاين                       | 7 – 3                            | 52,045                           | 5 يناير 1952                     | هيلسبورغه                        | 1 – 3                            | 65,384                           |
| 1953–54 | الدوري الإنجليزي   | 1      | 12 سبتمبر 1953                   | برامل لاين                       | 2 – 0                            | 45,463                           | 23 يناير 1954                    | هيلسبورغه                        | 3 – 2                            | 43,231                           |
| 1954–55 | الدوري الإنجليزي   | 1      | 18 سبتمبر 1954                   | برامل لاين                       | 1 – 0                            | 37,308                           | 5 فبراير 1955                    | هيلسبورغه                        | 1 – 2                            | 36,176                           |
| 1958–59 | القسم الثاني       | 2      | 21 فبراير 1959                   | برامل لاين                       | 1 – 0                            | 43,919                           | 4 أكتوبر 1958                    | هيلسبورغه                        | 2 – 0                            | 46,404                           |
| 1961–62 | الدوري الإنجليزي   | 1      | 16 سبتمبر 1961                   | برامل لاين                       | 1 – 0                            | 38,497                           | 3 فبراير 1962                    | هيلسبورغه                        | 1 – 2                            | 50,937                           |
| 1962–63 | الدوري الإنجليزي   | 1      | 6 أكتوبر 1962                    | برامل لاين                       | 2 – 2                            | 42,687                           | 15 مايو 1963                     | هيلسبورغه                        | 3 – 1                            | 41,585                           |
| 1963–64 | الدوري الإنجليزي   | 1      | 14 سبتمبر 1963                   | برامل لاين                       | 1 – 1                            | 35,276                           | 18 يناير 1964                    | هيلسبورغه                        | 3 – 0                            | 42,898                           |
| 1964–65 | الدوري الإنجليزي   | 1      | 2 يناير 1965                     | برامل لاين                       | 2 – 3                            | 37,190                           | 5 سبتمبر 1964                    | هيلسبورغه                        | 0 – 2                            | 32,684                           |
| 1965–66 | الدوري الإنجليزي   | 1      | 18 سبتمبر 1965                   | برامل لاين                       | 1 – 0                            | 35,655                           | 12 مارس 1966                     | هيلسبورغه                        | 2 – 2                            | 34,045                           |
| 1966–67 | الدوري الإنجليزي   | 1      | 4 فبراير 1966                    | برامل لاين                       | 1 – 0                            | 43,490                           | 24 سبتمبر 1967                   | هيلسبورغه                        | 2 – 2                            | 43,557                           |
| 1967–68 | الدوري الإنجليزي   | 1      | 2 سبتمبر 1967                    | برامل لاين                       | 0 – 1                            | 36,258                           | 6 يناير 1968                     | هيلسبورغه                        | 1 – 1                            | 43,020                           |
| 1970–71 | القسم الثاني       | 2      | 3 أكتوبر 1970                    | برامل لاين                       | 3 – 2                            | 39,983                           | 12 أبريل 1971                    | هيلسبورغه                        | 0 – 0                            | 47,592                           |
| 1979–80 | Third Division     | 3      | 5 أبريل 1980                     | برامل لاين                       | 1 – 1                            | 45,156                           | 26 ديسمبر 1979                   | هيلسبورغه                        | 4 – 0                            | 49,309                           |
| 1991–92 | الدوري الإنجليزي   | 1      | 17 نوفمبر 1991                   | برامل لاين                       | 2 – 0                            | 31,832                           | 11 مارس 1992                     | هيلسبورغه                        | 1 – 3                            | 40,327                           |
| 1992–93 | الدوري الممتاز     | 1      | 8 نوفمبر 1992                    | برامل لاين                       | 1 – 1                            | 30,039                           | 21 أبريل 1993                    | هيلسبورغه                        | 1 – 1                            | 38,688                           |
| 1993–94 | الدوري الممتاز     | 1      | 23 أكتوبر 1993                   | برامل لاين                       | 1 – 1                            | 30,044                           | 22 يناير 1994                    | هيلسبورغه                        | 3 – 1                            | 34,959                           |
| 2000–01 | الدوري الإنجليزي   | 2      | 16 ديسمبر 2000                   | برامل لاين                       | 1 – 1                            | 25,156                           | 1 أبريل 2001                     | هيلسبورغه                        | 1 – 2                            | 38,433                           |
| 2001–02 | الدوري الإنجليزي   | 2      | 29 يناير 2002                    | برامل لاين                       | 0 – 0                            | 29,364                           | 7 أكتوبر 2001                    | هيلسبورغه                        | 0 – 0                            | 29,281                           |
| 2002–03 | الدوري الإنجليزي   | 2      | 17 يناير 2003                    | برامل لاين                       | 3 – 1                            | 28,179                           | 1 سبتمبر 2002                    | هيلسبورغه                        | 2 – 0                            | 27,075                           |
| 2005–06 | البطولة الإنجليزية | 2      | 3 ديسمبر 2005                    | برامل لاين                       | 1 – 0                            | 30,558                           | 18 فبراير 2006                   | هيلسبورغه                        | 1 – 2                            | 33,439                           |
| 2007–08 | البطولة الإنجليزية | 2      | 8 أبريل 2008                     | برامل لاين                       | 2 – 2                            | 31,760                           | 19 يناير 2008                    | هيلسبورغه                        | 2 – 0                            | 30,486                           |
| 2008–09 | البطولة الإنجليزية | 2      | 7 فبراير 2009                    | برامل لاين                       | 1 – 2                            | 30,786                           | 19 أكتوبر 2008                   | هيلسبورغه                        | 1 – 0                            | 30,441                           |
| 2009–10 | البطولة الإنجليزية | 2      | 18 سبتمبر 2009                   | برامل لاين                       | 3 – 2                            | 29,210                           | 18 أبريل 2010                    | هيلسبورغه                        | 1 – 1                            | 35,485                           |
| 2011–12 | League One         | 3      | 16 أكتوبر 2011                   | برامل لاين                       | 2 – 2                            | 28,136                           | 26 فبراير 2012                   | هيلسبورغه                        | 1 – 0                            | 36,364                           |
| 2017–18 | البطولة الإنجليزية | 2      | 12 يناير 2018                    | برامل لاين                       | 0 – 0                            | 31,120                           | 24 سبتمبر 2017                   | هيلسبورغه                        | 2 – 4                            | 32,839                           |
| 2018–19 | البطولة الإنجليزية | 2      | 9 نوفمبر 2018                    | برامل لاين                       | 0 – 0                            | 30,261                           | 4 مارس 2019                      | هيلسبورغه                        | 0 – 0                            | 31,630                           |

| الموسم    | القسم       | المركز               | التاريخ        | الملعب      | النتيجة | عدد الحضور |
| --------- | ----------- | -------------------- | -------------- | ----------- | ------- | ---------- |
| 1899–1900 | كأس إنجلترا | المركز الثاني        | 17 فبراير 1900 | برامل لاين  | 1 – 1   | 28,374     |
| 1899–1900 | كأس إنجلترا | المركز الثاني Replay | 19 فبراير 1900 | هيلسبورغه   | 0– 2    | 23,000     |
| 1924–25   | كأس إنجلترا | المركز الثاني        | 31 يناير 1925  | برامل لاين  | 3 – 2   | 40,256     |
| 1927–28   | كأس إنجلترا | المركز الخامس        | 18 فبراير 1928 | هيلسبورغه   | 1 – 1   | 57,076     |
| 1927–28   | كأس إنجلترا | المركز الخامس        | 22 فبراير 1928 | برامل لاين  | 4 – 1   | 59,447     |
| 1953–54   | كأس إنجلترا | المركز الثالث        | 9 يناير 1954   | هيلسبورغه   | 1 – 1   | 61,250     |
| 1953–54   | كأس إنجلترا | المركز الثالث        | 13 يناير 1954  | برامل لاين  | 1 – 3   | 40,847     |
| 1959–60   | كأس إنجلترا | المركز السادس        | 12 مارس 1960   | برامل لاين  | 0 – 2   | 61,180     |
| 1980–81   | كأس إنجلترا | المركز الأول         | 12 أغسطس 1980  | برامل لاين  | 1 – 1   | 25,588     |
| 1980–81   | كأس إنجلترا | المركز الأول         | 9 أغسطس 1980   | هيلسبورغه   | 2 – 0   | 23,989     |
| 1989–90   | كأس إنجلترا | المركز الثاني        | 21 نوفمبر 1989 | هيلسبورغه   | 3 – 2   | 30,464     |
| 1992–93   | كأس إنجلترا | نصف النهائي          | 3 أبريل 1993   | ملعب ويمبلي | 2 – 1   | 75,364     |
| 2000–01   | كأس إنجلترا | المركز الثالث        | 1 نوفمبر 2000  | هيلسبورغه   | 2 – 1   | 32,283     |

## مباريات غير تنافسية
| الملعب        | التاريخ        | عدد الحضور | المنافسة                      | الفائز  | النتيجة | ملاحظات                                              |
| ------------- | -------------- | ---------- | ----------------------------- | ------- | ------- | ---------------------------------------------------- |
| أوليفييه جروف | 15 ديسمبر 1890 | 10,000     | مباراة وديّة                   | وينزداي | 2–1     | كانت هذه المباراة هي الأولى إطلاقًا بين الفريقين      |
| برامل لاين    | 12 يناير 1891  | 15,000     | مباراة وديّة                   | يونايتد | 3–2     | أول فوز لفريق يونايتد على غريمه التقليدي تاريخيًا     |
| أوليفييه جروف | 23 أبريل 1891  | 3,250      | Wharncliffe Charity Cup       | وينزداي | 2–1     | لم تُكتمل هذه البطولة                                 |
| أوليفييه جروف | 17 أكتوبر 1892 | 1,500      | مباراة وديّة                   | تعادل   | 1–1     | أول تعادل بين الفريقين تاريخيًا                       |
| هيلسبورغه     | 9 أغسطس 1994   | 13,724     | تغيير الكأس في ديربي الفريقين | يونايتد | 2-3     | المباراة الافتتاحية على الكأس                        |
| برامل لاين    | 5 أغسطس 1995   | 13,254     | مباراة على الكأس              | وينزداي | 1–3     | آخر لقاء بين الجانبين تحت توقيت ديف باسيت في يونايتد |
| برامل لاين    | 27 أغسطس 1996  | 7,271      | مباراة على الكأس              | يونايتد | 4–1     | آخر مباراة غير تنافسية أو غير رسميّة                  |

## مباريات مشهورة
كانت المباراة الأكثر شهرة في برامال لين في 8 سبتمبر 1951، حيث فاز يونايتد بنتيجة 7-3 أمام حشد من 51.075. سجل وينزداي بعد تسعين ثانية فقط من خلال توماس، لكن أهداف ديريك هوكسورث وهارولد بروك أعطت يونايتد تقدمًا في الفاصل 2-1 والذي كان من الممكن أن يكون أكبر إذا لم ينقذ ماكنتوش في هدف وينزداي ركلة جزاء فريد فورنيس. تعادل دينيس وودهيد ليوم وينزداي بعد ستين دقيقة، ولكن في تتابع سريع، سجل ألف رينجستيد، هوكسورث ورينجستيد مرة أخرى، وسجل فريد سميث لليونايتد، وقلص وودهيد الفارق يوم وينزداي قبل أن يحرز بروك النتيجة 7-3 في مباراة لم تكن كذلك في النهاية. جلب الترقية أو الهبوط لكلا الجانبين لكن مشجعو يونايتد لن ينسوها أبدًا.
مذبحة يوم الملاكمة كانت مباراة أجريت في 26 ديسمبر 1979. اشتهرت بكونها أكبر فوز في الآونة الأخيرة يوم وينزداي، بفوزها 4-0، بأهداف إيان ميلور وتيري كوران ومارك سميث وجيف كينج. كان فريق يونايتد في ذلك الوقت في صدارة الدوري، بينما كان يوم وينزداي في المركز الرابع في الجدول. دفع فوزهم يوم وينزداي إلى الترقية ويعتقد على نطاق واسع أنه سيشكل ثروات العشرين عامًا القادمة ليوم وينزداي بينما تراجع يونايتد في الدرجة الثالثة قبل أن ينزل إلى الدرجة الرابعة، وهي المرة الوحيدة التي يتواجد فيها أحد أندية شيفيلد. الطبقة السفلية من دوري كرة القدم. وشاهد المباراة حشدًا قياسيًا من جمهور الدرجة الثالثة بلغ 49309 متفرجًا ولا يزال يحتفل بها مشجعو فريق أولز اليوم.
في 3 أبريل 1993، التقى الفريقان في نصف نهائي كأس الاتحاد الإنجليزي. وكان من المقرر أن تقام المباراة على ملعب إيلاند رود بينما كان من المقرر أن تقام مباراة النصف الأخرى بين أرسنال وتوتنهام هوتسبر على ملعب ويمبلي. لكن اتحاد الكرة اضطر لنقل المباراة إلى ويمبلي بسبب الضغط الشديد من مشجعي الفريقين. أثبتت المباراة نفسها أنها كلاسيكية، حيث فاز وينزداي 2-1 بعد الوقت الإضافي. وسجل كريس وادل ومارك برايت يوم وينزداي، وسجل آلان كورك ليونايتد. وشاهد المباراة 75364 متفرجا.

## ذروة الديربي
بعد هبوط شيفيلد وينزداي من الدوري الإنجليزي الممتاز بعد موسم 1999-2000، تردد كلا الفريقين على نفس الدوري لمدة سبع من السنوات العشر المقبلة. أدى ذلك إلى زيادة التنافس المحلي بين الفريقين وتسبب في ظهور مشكلة الجماهير في عام 2003،،2008  و2019.
قبل موسم 2000-01، كان كلا الفريقين في نفس الدوري فقط لمدة ستة مواسم بين 1970-71 و 1999-00 (تسعة وعشرون موسمًا)، على الرغم من أن هذه الفترة شهدت لقاءً واحدًا في نصف نهائي كأس الاتحاد الإنجليزي في عام 1993 ومباراة زينيث داتا. لقاء الكأس (كأس الأعضاء الكاملة ) عام 1989.

## العلاقة خارج الملعب
يتمتع أنصار ناديي شيفيلد بعلاقة شرسة ولكنها صحية. يعود هذا إلى عام 1889 بعد أن أخلت شيفيلد وينزداي، التي تشكلت عام 1867، برامال لين بسبب نزاع حول الإيجار. للتعويض عن الخسارة في الإيرادات، اتخذت لجنة الكريكيت قرارًا بتشكيل نادي كرة قدم آخر، وبالتالي تم إنشاء شيفيلد يونايتد وأصبح برامال لين منزلهم لاحقًا.
يبدو أن الأندية نفسها تتمتع بعلاقة ودية، وفي 15 يوليو 2011، عقد كل من شيفيلد يونايتد وشيفيلد وينزداي مؤتمرًا مشتركًا بعنوان «دعم شيفيلد» حيث أعلنا عن صفقة رعاية مشتركة للقميص مع شركتين محليتين مقرهما في شيفيلد لعام 2011- 12 دوري موسم واحد. الراعيان المحليان هما ويستفيلد هيلث (منظمة غير ربحية للرعاية الصحية)، اللذان كانا الراعي المحلّي لبلادز وراعي المعدات الخارجية للأولز، ومجموعة جيلدر (تاجر سيارات فولكس فاجن)، الذين كانوا هم المجموعة الخارجية. الراعي لشركة بلادز هو راعي البوم. قدم كل من يونايتد وأيزداي مبلغ ستة أرقام من صفقة الرعاية. كانت الصفقة هي الأولى من نوعها في كرة القدم الإنجليزية، حيث شبهت صحيفة ديلي تلغراف الصفقة بمنافسين وجيران جلاسكو سلتيك ورينجرز الذين شاركوا رعاة القمصان بشكل متكرر في الماضي.

## عدد الألقاب
| المسابقة                              | يونايتد | وينزداي |
| ------------------------------------- | ------- | ------- |
| دوري كرة القدم الإنجليزي              | 1       | 4       |
| كأس الاتحاد الإنجليزي                 | 4       | 3       |
| كأس رابطة الأندية الإنجليزية المحترفة | 0       | 1       |
| درع الاتحاد الإنجليزي الخيري          | 0       | 1       |
| مجموع الجوائز                         | 4       | 9       |

## روابط خارجية
- ستيل سيتي ديربي FootballDerbies.com
- ستيل سيتي ديربي بي بي سي ساوث يوركشاير (عبر أرشيف الإنترنت)